# Błękitny chłopiec
Błękitny chłopiec – obraz olejny polskiego malarza Piotra Michałowskiego z 1853–1855 roku, znajdujący się w Galerii sztuki polskiej 1800–1945 Muzeum Śląskiego w Katowicach.
Obraz był również tytułowany Chłopiec stajenny na koniu. Portret przedstawia jednego z synów malarza. Swoim portretom konnym artysta nadawał charakter romantyczny o zabarwieniu realistyczno-rodzajowym. Był bardzo dobrym animalistą. Jego styl cechowały impastowa faktura i impresyjna kolorystyka. By wykreować monumentalność przedstawianego obiektu, stosował szkicowe tło. Portret powstał między 1853 a 1855 rokiem. Obraz ma wymiary 76 × 59,5 cm. Nie jest sygnowany. Muzeum Śląskie w Katowicach zakupiło dzieło w Domu Sztuki w Warszawie w 1929 roku. Wcześniej obraz należał do warszawskiej kolekcji Dominika Łempickiego. Muzealny numer inwentarzowy: MŚK/SzM/434.